# 2012 új világörökségi helyszínei
Az UNESCO Világörökség Bizottsága a 2012. június 22. – július 6. között Szentpéterváron tartott 36. ülésszakán a következő helyszíneket nyilvánította a világörökség részévé:
| | Vallónia főbb bányatelepei |
| Belgium |                            |
| Kulturális (II)(IV) |                            |
| Védett terület: 118,07 ha, puffer zóna: 344,7 ha, hivatkozás: 1344 |                            |
| Az örökség négy helyszínt foglal magába, melyek Belgium 19. és 20. századi szénbányászatának legjobban megőrzött helyszínei. A megmaradt számos föld feletti és földalatti ipari emlék bemutatja a kontinens szénbányászatának folyamatát az ipari forradalom egyes szakaszaiban. A bányák a legkorábbiak és a legnagyobbak közé tartoznak Európában. A helyszínhez jelentős építészeti emlékek is tartoznak, például a Grand-Hornu szénbányához tartozó, a munkások számára épített lakóterületek, amelyeket Bruno Renard tervezett a 19. század első felében. Bois-du-Luc helyszínhez is számos 1838 és 1919 között emelt épület tartozik, ez Európa egyik legrégebbi szénbányája, ahol már a 17. században megkezdődött a kitermelés. Vallóniában egykor több száz szénbánya működött, legtöbbjük infrastruktúrája kisebb-nagyobb mértékben megsemmisült. A világörökségi helyszínhez azt a négy bányát választották ki, ahol végigkövethető az egész bányászati folyamat, jelentősek az ipari emlékek, a hozzájuk tartozó települések tervszerűen épültek ki, és amik emléket állítanak jelentősebb eseményeknek, köztük az 1956-os a Bois du Cazier bányában történt katasztrófának. |                            |

| | Gyöngyhalászati kultúrtájak |
| Bahrein |                             |
| Kulturális (III) |                             |
| Védett terület: 35 086,81 ha, puffer zóna: 95 876,44 ha, hivatkozás: 1364 |                             |
| A világörökségi helyszínhez tartozik tizenhét épület Muharrak városban (tehetős kereskedők házai, boltok, raktárépületek és egy mecset), három osztrigatelep, a telephez tartozó tengerpart és a Muharrak sziget déli csücskén fekvő Qal’at Bu Mahir erőd, ahonnan a gyöngyhalászok csónakokkal az osztrigatelepek felé indultak. Ez a helyszín az utolsó megmaradt emléke az itteni tevékenységnek és a belőle felhalmozott vagyonnak. Már az ókorban is foglalkoztak gyöngyhalászattal a területen és kereskedelme meghatározó tényezője volt az Perzsa-öböl gazdaságának az i. sz. 2 századtól az 1930-as évekig, amikor Japánból tenyésztett gyöngyök kerültek a világpiacra. A kereskedelem fénykorát a 19. század végén és a 20. század elején élte majd az 1930-as években rövid idő alatt teljesen összeomlott. Murarrak épületein a piac összeomlása után csak kevés átalakítás történt, ez annak köszönhető, hogy az építkezésekhez a lehető legjobb minőségű alapanyagokat használtak, viszont statikailag már felújításra szorulnak ezért rendkívül sérülékenyek. Az osztrigatelepek, a tengerpart és az erőd nincs veszélyben. |                             |

| | Rio de Janeiro kultúrtáj |
| Brazília |                          |
| Kulturális (V)(VI) |                          |
| Védett terület: 7 248,78 ha, puffer zóna: 8 621,38 ha, hivatkozás: 1100 |                          |
| A kultúrtájhoz tartozik az 1961-ben alapított Tijuca Nemzeti Park hegyeitől az óceánpartig terjedő terület az 1808-ban létesített botanikus kerttel, a Corcovado-hegy a világhírű Krisztus-szoborral, az öböl melletti dombok, valamint a Copacabana öböl melletti terület a városlakók kedvelt szabadidős tartózkodási helye. A városképet erdővel borított hegyek egészítik ki az 1021 méter magas Tijuca-hegységben, ami a város fölé tornyosul. A botanikus kert meg tudta őrizni neoklasszicista jellegét, viszont pálmáinak egy része elpusztult és újra kellett ültetni. A területet legsűrűbben a hegy és az óceánpart közötti keskeny sávban építették be, jellemzőek a szabálytalan alakú fehér háztömbök, amik nem tartoznak az helyszín összesen 109 eleméhez, hanem a körülötte kialakított puffer zónában helyezkednek el. Rio de Janeiro többféle művészeti ágat (irodalom, költészet, zene) is megihletett, látképe a Megváltó Krisztus szobrával már a 20. század első felében ismertté vált. |                          |

| | Ounianga tavai |
| Csád |                |
| Természeti (VII) |                |
| Védett terület: 62 808 ha, puffer zóna: 4869 ha, hivatkozás: 1400 |                |
| A helyszín tizennyolc egymással kapcsolódó tóból áll. Ez a világ legnagyobb nem időszakos tórendszere sivatagi környezetben, összesen 62 808 hektáron terül el. A Csád északkeleti részén található tavak a Szahara egyik forró és rendkívül száraz vidékén találhatók, ahol az éves átlagos csapadékmennyiség 2 mm. A tavak egymástól 40 kilométerre elterülő két csoportot alkotnak, nagyságuk, mélységük, színük és kémiai összetételük változó. A tavak partján élő növényzet éles ellentétben áll a sivatagos környezettel. A medencét, ahol a tavak elhelyezkednek kevesebb mint tízezer évvel ezelőtt egy sokkal nagyobb kiterjedésű tó borította. A tavak egy része sós-, másik része édesvizű, utánpótlásukat talajvíz biztosítja. Az egyik csoport (Ounianga Kebir) négy tóból áll, közöttük a legnagyobb a 358 hektárt elfoglaló, 27 méter mély Yoan-tó, amelynek erősen sós vizében csak algák és mikroorganizmusok maradnak életben. A második csoport (Ounianga Serir) homokdűnékkel elválasztott tizennégy tóból áll. A legnagyobb, a Teli-tó 436 hektáron terül el, de csak tíz méter mély. Ezek a tavak édesvizűek, halban gazdagok, felszínük több mint a felét úszó nádas borítja, ami csökkenti a párolgást. |                |

| | Grand Bassam történelmi városa |
| Elefántcsontpart |                                |
| Kulturális (III)(IV) |                                |
| Védett terület: 109,9 ha, puffer zóna: 552,4 ha, hivatkozás: 1322 |                                |
| Grand-Bassam volt Elefántcsontpart első gyarmati fővárosa, legfontosabb kikötője, kereskedelmi és közigazgatási központja. A világörökségi helyszín két részből áll, a történelmi városrészből, ami 19. század végén és a 20. század elején épült és N’zima halászfaluból. A várostervezés során külön negyedeket alakítottak ki kereskedelmi és adminisztrációs célokra, valamint a helyi lakosok és az európaiak lakóépületei számára. A tervezéskor növényzet is fontos szerepet játszott a település arculatának kialakításában. Az építkezések során igyekeztek az adott kor higiéniai követelményeinek megfelelni és alkalmazkodni a helyi klimatikus viszonyokhoz. Az épületek a városban a gyarmatosítók építészeti stílusát és módszereit tükrözik, a halászfaluban viszont a helyi bennszülött kultúra továbbélésének bizonyítékai. A Guineai-öböl mellett virágzó francia kereskedelmi központba az 1880-as és az 1950-es évek között Európából, a Közel-Keletről és Afrika többi részéről származó bevándorlók érkeztek. A városközpont épületeinek jelentős része jó állapotban maradt meg, néhányat azonban, főleg a középületeket már restaurálni kellett. |                                |

| | Nord-Pas-de-Calais bányavidéke |
| Franciaország |                                |
| Kulturális (II)(IV)(VI) |                                |
| Védett terület: 3 943 ha, puffer zóna: 18 804 ha, hivatkozás: 1360 |                                |
| A bánya és a környező területek a két évszázadig tartó szénkitermelés emlékei. A teljes medence amiben a bányavidék fekszik 120 kilométer hosszú, a szénkitermelés a 18. század végétől a 20. század utolsó negyedéig tartott és rengeteg munkást foglalkoztatott. A helyszín összesen 109 különböző létesítményből áll, ezek több mint 120 000 hektáron szóródnak szét. Vannak közöttük bányászaknák (a legrégebbi 1850-ből való), liftszerkezetek, meddőhányók (ezek némelyike 90 hektárt is elfoglal és 140 méter magas is lehet), a szénszállító infrastruktúra egyes részei és vasútállomások is. Szintén a helyszín részei a munkásoknak épült bányászfalvak bennük iskolákkal, egyházi építményekkel, egészségügyi és közösségi létesítményekkel, városházákkal, a tulajdonosok és az intézők házaival és a bánya történetéhez kapcsolódó emlékhelyekkel. A 19. századtól ezeket a településeket úgy igyekeztek kialakítani hogy mintaként szolgáljanak hasonló létesítményeknek. A bányavidék egész Európa ipartörténetében jelentős szerepet tölt be. A fennmaradt elemek jó állapotban vannak, a terület meglehetősen homogén képet mutat. |                                |

| | Nyugati-Ghátok |
| India |                |
| Természeti (IX)(X) |                |
| Védett terület: 795 315 ha, hivatkozás: 1342 |                |
| A Himalájánál idősebb Nyugati-Ghátok egy hegyvonulat az indiai szubkontinens nyugati partvonala mentén. A hegylánc párhuzamosan fekszik a partvidékkel, 30-50 kilométerre az óceántól és Kerala, Tamil Nadu, Karnátaka, Goa, Mahárástra és Gudzsarát államokon halad keresztül. Mintegy 140 000 négyzetkilométernyi területet foglal el. A folyórendszer, amelynek vízgyűjtőjét képezi, India területének mintegy 40%-ának vizeit vezeti el. Magashegyi erdei ökoszisztémája befolyásolja az indiai monszunt és enyhíti a régió trópusi klímáját. A Nyugati-Ghátok átlagos kiemelkedése 1200 méter, egyharmadát erdő borítja. Egyike a világ nyolc nagy biodiverzitás-gyűjtőjének: több mint 5000 virágos növény faj, 139 emlősfaj, 508 madár- és 179 kétéltűfaj (65% endemikus), 157 hüllőfaj (62% endemikus), 219 halfaj (53% endemikus) otthona. Legalább 325 veszélyeztetett faj él a Nyugati-Ghatokban, ezek közül 129 faj sebezhető, 145 veszélyeztetett és 51 kritikusan veszélyeztetett. A helyszín összesen 39 részből áll köztük nemzeti parkok, állatrezervátumok, tigris menedékek és védett erdős területek. |                |

| | Bali kultúrtája |
| Indonézia |                 |
| Kulturális (II)(III)(V)(VI) |                 |
| Védett terület: 19 519,9 ha, puffer zóna: 1 454,8 ha, hivatkozás: 1194 |                 |
| A Bali szigetén 19 500 hektáron elterülő kultúrtáj öt rizsteraszból és a hozzá tartozó vízgazdálkodási rendszerből áll, amelyet a 9. században kezdtek el kiépíteni. A nedves trópusi klímának és a termékeny vulkanikus talajnak köszönhetően a térség ideális helyszíne a rizstermesztésnek. A vízgazdálkodás itt évszázadok óta közösségi feladat, a "szubaknak" nevezett vízelvezető rendszerek csatornákból, duzzasztógátakból állnak, középpontjuk a víztemplomok amelyeken keresztül a víz a termőföldekre folyik. A szubak vízelosztási rendszer jellegzetessége, hogy minden termelő egyformán részesül belőle, ennek köszönhető, hogy a Balin élő rizstermelők a szigetvilág legjobbjaivá váltak és nagyszámú népességet is el tudtak tartani terményeikkel. A kultúrtájon épült fel a 18. században a Pura Taman Ayum, a királyi víztemplom ami a sziget legnagyobb és leglátványosabb ilyen jellegű építménye. Balin összesen körülbelül 1200 ilyen szubak rendszer működik, ebből öt tartozik a világörökségi helyszínhez. Minden ilyen rendszer 50 – 400 rizstermelő földjét látja el vízzel. Ezek a hagyományos módszerekkel gazdálkodó termelők nem használnak műtrágyát és növényvédő szereket a földjeiken. |                 |

| | Gonbad-e Kávusz |
| Irán |                 |
| Kulturális (I)(II)(III)(IV) |                 |
| Védett terület: 1,47 ha, puffer zóna: 17,85 ha, hivatkozás: 1398 |                 |
| Az ország északi részén, Golesztán tartományban található Gonbad-e Kábusz 53 méter magas tornyát 1006-ban Kábusz Vusmgír Zirájida emír építtette családi temetkezőhelynek a 14. és 15. századi mongol hadjáratok alatt később teljesen elpusztult Gurgán város, az egykor fontos tudományos és művészeti központ közelében. A torony tövében épült ma is létező települést a 20. század elején alapították. A máz nélküli téglákból épület torony alaprajza egy tízágú csillag, amit egy egyszerű kúp alakú tetővel fedtek le. Átmérője a torony tövében 17 méter, közvetlenül a tető alatt viszont már csak 15,5 méter. Oldalán és a tető alatt két kufi írás emlékezik meg az alapító emírről és az építkezés évéről. A torony a korai iszlám téglaépítészet egyik kiemelkedő és technikailag is nehezen megvalósítható alkotása, ami bizonyítja az iszlám világ első ezredforduló körüli matematikai és tudományos fejlettségét. Az épület hamarosan a térség torony-síremlékeinek és az emléktornyainak egyik prototípusa lett, ami az iráni civilizáció és a közép-ázsiai nomádok közötti szoros kulturális kapcsolatokra utal. |                 |

| | Az iszfaháni nagymecset |
| Irán |                         |
| Kulturális (II) |                         |
| Védett terület: 2,07 ha, puffer zóna: 18,63 ha, hivatkozás: 1397 |                         |
| A 9. században alapított iszfaháni Nagymecset, vagy Péntek-mecset (Dzsama Maszdzsid) a város történelmi központjában mintegy húszezer négyzetméteren terül el. Az épület a legkorábbi fennmaradt Péntek-mecset Iránban és jelenlegi állapotában ötvözi az elmúlt 12 évszázad abbászida, szeldzsuk, ilhánida, timurida és szafavida építészetének jellegzetességeit. A 841-ben elkezdett mecset a szeldzsuk terjeszkedéssel egy időben a közép-ázsiai mecsetek prototípusává vált, ami az egész régióban éreztette hatását. Az épület nagyjából ekkor nyerte el jelenlegi alaprajzát és szerkezetét. Díszítésén nyomon követhető a díszítőművészetek évszázadok során történt változása. A mecset az első iszlám építmény amelyik a szásszánida palotaépítészet jellegzetes elemét a négyejvános elrendezést egy vallási épületen alkalmazta. Kettős héjú, bordás mennyezetű kupolája a legkorábbi ilyen jellegű épületelem az iszlám építészetben. A szeldzsuk kor után is többször kibővítették és átalakították, de alapvetően megőrizte akkori szerkezetét. Ezek a módosítások is magas művészi színvonalat képviselnek. Az elmúlt évszázadok alatt folyamatosan renoválták, nagyobb helyreállítási munkákra egy 1984-es légitámadás után került sor, amit szakszerűen, hagyományos alapanyagokkal és technikákkal végeztek el. Az épület megőrizte eredeti funkcióját, jelenleg is fontos vallási központ. |                         |

| | Kármel-hegyi barlangok: Nahal Me’arot / Vádi el-Mugára |
| Izrael |                                                        |
| Kulturális (III)(V) |                                                        |
| Védett terület: 54 ha, puffer zóna: 370 ha, hivatkozás: 1393 |                                                        |
| A helyszínhez a Karmel-hegy nyugati lejtőin nyíló négy barlang tartozik. Kilencven évnyi régészeti kutatás páratlan, az emberi fejlődés félmillió évnyi időszakából tárt fel itt emlékeket. Az 54 hektáros helyszínen a barlangokban, az előttük álló (egy völgyre nyíló) teraszokon előkerült legkorábbi emlékek az alsó paleolitikumra datálhatók. A neandervölgyi és a kora modern ember is megtelepedett a környéken. Az Acheuli (félmillió évvel ezelőtti) a Moustier- (250 000 – 45 000 évvel ezelőtti) és később a Natúf-kultúrában (15 000 – 11 500 évvel ezelőtt) is lakott volt. A feltárt leletek között vannak temetkezési helyek, a kőépítészet korai formái és a vadászó-gyűjtögető életformáról a mezőgazdasági termelésre való áttérés nyomai. A helyszínen 1928 óta folynak kutatások, a publikált eredmények hozzájárulnak az emberi fejlődés tanulmányozásához és Levante korai történetének rekonstruálásához. |                                                        |

| | Sangha Trinational |
| Kamerun, a Közép-afrikai Köztársaság és a Kongói Köztársaság közös világörökségi helyszíne |                    |
| Természeti (IX)(X) |                    |
| Védett terület: 746 309 ha, puffer zóna: 1 787 950 ha, hivatkozás: 1380 |                    |
| A Kongó-medence északnyugati részén 750 000 hektáron fekvő Sangha Trinational a Közép-afrikai Köztársaság, a Kongói Köztársaság és Kamerun közös világörökségi helyszíne. A három ország találkozási pontjánál kialakított természetvédelmi terület három részből áll, ezek a Lobéké Nemzeti Park Kamerunban, a Dzanga-Ndoki Nemzeti Park a Közép-afrikai Köztársaságban és a Nouabalé-Ndoki Nemzeti Park Kongóban. A parkok egy sokkal nagyobb erdős térségben helyezkednek el, ahol egy 1790 000 hektáros puffer zónát jelöltek ki a védelmére. A puffer zóna része a Dzanga-Sanga Erdei Rezervátum, ami a Dzanga-Ndoki nemzeti park két különálló részét köti össze. Sangha Trinational legnagyobb része mentes az emberi tevékenységtől, érintetlen trópusi esőerdő, gazdag és változatos növény- és állatvilággal. Az erdő egyes részét örökzöld növények borítják, már részei állandóan mocsaras illetve periodkusan víz alá kerülő területek. A park védelmet nyújt olyan ritka és veszélyeztetett fajoknak mint a síkvidéki gorilla, az erdei elefánt, a csimpánz, valamint több antilopfajnak, köztük a szitutungának és a bongónak. |                    |

| | Grand-Pré |
| Kanada |           |
| Kulturális (V)(VI) |           |
| Védett terület: 1 323,24 ha, puffer zóna: 5 865 ha, hivatkozás: 1404 |           |
| A Grand-Pré mezőségei és régi falvainak maradványai egy olyan kultúrtájat alkotnak ami a mezőgazdasági fejlődés több évszázadát jelképezi. A fejlesztéseket az akádiaiak kezdték el még a 17. században és módszereik a mai napig használatban vannak. Az 1300 hektáros kultúrtájon a 17. századtól összetett vízgazdálkodási rendszert alakítottak ki gátak és fából készült zsilipek rendszerével. A Grand-Pré egy ármentes, belvizes mélyföld, ahol a földterület felosztása és a gabonatermesztés módszerei három évszázad alatt keveset változtak. A gátak és a zsiliprendszer működtetése is közösségi feladat maradt ezen az Észak-Amerikában egyedülálló mezőgazdasági területen. A helyszínhez tartoznak az akádiai telepesek életéről sokat eláruló falvak régészeti lelőhelyei is. Feltárták a térség korai úthálózatának maradványait is, ami a területet a parti térséggel összekötötte. Az akádiaiakat 1755-ben deportálták, emlékükre Grand-Pré és Hortonville településeken a 20. században emlékműveket állítottak fel. |           |

| | Xanadu |
| Kína |        |
| Kulturális (II)(III)(IV)(VI) |        |
| Védett terület: 25 131,27 ha, puffer zóna: 150 721,96 ha, hivatkozás: 1389 |        |
| A Kínai nagy faltól északra egy füves sztyeppén található Xanadu Kubiláj kán legendás fővárosának romjait foglalja magába, amelyet tanácsadója elképzelései alapján 1256-ban kezdtek építeni. A település 1274 és 1364 között a Jüan-dinasztia nyári fővárosa volt. A 25 000 hektáron elterülő városban megpróbálták összhangba hozni a nomád mongol hagyományokat a letelepedett kínai han tradíciókkal. A környék szemtanúja volt a két népcsoport közötti összecsapásoknak és békés együttélésének is. A várostervezésnél érvényesültek a kínai feng shui elvei is, a városkép összhangban áll közeli folyóval és hegyekkel. Xanadu 1430 körül elnéptelenedett, mai kiterjedt régészeti helyszínén a település 13. és 14. századi épületeinek és városszerkezetének maradványai találhatók. Városrészeinek elrendezése (a palotaváros, a császári város és a külső város) a tradicionális közép-kínai várostervezési hagyományokat követi, de felismerhetőek rajta a nomád törzsek találkozó- és szálláshelyeinek kialakításakor alkalmazott módszerek is. Ez a kettősség jellemző a palota és templomépületekre is amelyek egy részét feltárták, dokumentálták majd visszatemették. |        |

| | A csengcsiangi fosszíliaegyüttes védett területe |
| Kína |                                                  |
| Természeti (VIII) |                                                  |
| Védett terület: 512 ha, puffer zóna: 220 ha, hivatkozás: 1388 |                                                  |
| A Jünnan tartományban található fosszília lelőhely a korai Kambrium földtörténeti korból származó kövületeiről nevezetes. A maradványok 530 millió évesek is lehetnek, ekkor egy földtörténeti szempontból viszonylag rövid idő alatt alakult ki majdnem minden nagyobb állatcsoport. A helyszín rendkívül jó állapotú maradványai képet adnak egy korai kambrium kori tenger életközösségről, egy teljes ökoszisztémáról. Egyike a legkorábbi ebből a korból származó lelőhelynek. Egyes gerinces és gerinctelen állatoknak még lágy szövetei is felismerhetőek. Jelentősek a puhatestű állatok maradványai is, mivel ezek viszonylag ritkán kerülnek elő. Majdnem az összes itt talált puhatestű eddig csak erről a lelőhelyről ismert. Eddig tizenhat állattörzset dokumentáltak, valamint ismeretlen állatcsoportokat és 196 fajt. Algák, szivacsok maradványai is előkerültek és itt találták meg a legkorábbi ismert csalánozók, gerinchúrosok, bordásmedúzák és gerincesek kövületeit is. A maradványokat tartalmazó sziklákat egy puffer zóna veszi körül, itt korábban foszfátbányák üzemeltek, ezeket azonban 2008 után bezárták. A terület nagy része erdős és jelenleg nem folytatnak benne káros emberi tevékenységet. |                                                  |

| | A Lenggong-völgy régészeti helyszíne |
| Malajzia |                                      |
| Kulturális (III)(IV) |                                      |
| Védett terület: 398,64 ha, puffer zóna: 1 786,77 ha, hivatkozás: 1396 |                                      |
| A Leggong-völgyben a Perak folyó mentén nyílt területen és barlangi lelőhelyeken rekonstruálható az emberi törzsfejlődés folyamata 1,83 millió évvel ezelőttől i. sz. 300-ig. A feltárások során a paleolitikumra datálható kőeszközök kerültek elő egy ősi folyó medréből és egy tó partjáról. Egy 1,83 millió évvel ezelőtti meteor becsapódás elterelte a folyót és ennek köszönhetően maradtak fenn ezek az őskőkori szerszámok a mai Bukit Benuh lelőhelyen, köztük olyan szakócák, amelyek a legrégebbiek közül valók Afrikán kívül. Ez egyben bizonyíték a hominidák korai megjelenésére Délkelet-Ázsiában. Kota Tampannál 70 ezerévesre becsült szerszámokat tártak fel, a lelőhelyet lakói feltételezhetően egy vulkánkitörés miatt hagyták el. Ezen kívül fontos lelőhely Bukit Fawa 100 – 200 ezerévesre becsült szerszámaival, és Bukit Buhum ahonnan 40 ezeréves leletek kerültek elő. A lelőhelyek nagy száma relatíve jelentős félnomád népességet feltételez. Itt tárták fel Délkelet-Ázsia legrégebbi teljes csontvázát is az úgynevezett Peraki Embert, kora kicsivel több mint 12 ezer év. A völgyben húsz karsztbarlangot is tanulmányoztak, ezek közül háromban történelem előtti temetkezések nyomaira bukkantak. |                                      |

| | Rabat, modern főváros és történelmi város |
| Marokkó |                                           |
| Kulturális (II)(IV) |                                           |
| Védett terület: 348,59 ha, hivatkozás: 1401 |                                           |
| Az Atlanti-óceán partján, az ország északnyugati részén fekvő világörökségi helyszín az arab múlt és a nyugati modernizmus keveréke. Hozzá tartozik a francia protektorátus idején, 1912 és 1930 között kiépült városrész, köztük királyi használatra szánt épületekkel, adminisztratív körzettel, lakó- és kereskedelmi fejlesztésekkel, valamint egy botanikus kerttel és közparkkal. Ez a modern városrész egyike a legnagyobb és legambiciózusabb építészeti projekteknek a 20. századi Afrikában, és valószínűleg a leginkább fejezett vállalkozás. A helyszín másik része a régebbi városrészben található, ahol még 12. századi épületek is megmaradtak. Legfontosabb épületei a Hasszán-mecset, amit 1184-ben kezdtek építeni, az Almohádok idejére datálható rámpák és kapuk, amelyek az egyetlen megmaradt részei az almohád kalifátus fővárosának. A régi városrésznek a 17. századból is maradtak jelentős emlékei és a korábbi dinasztiák építészetének és díszítőművészetének is maradtak nyomai. |                                           |

| | A bayreuthi Operaház |
| Németország |                      |
| Kulturális (I)(IV) |                      |
| Védett terület: 0,19 ha, puffer zóna: 4,22 ha, hivatkozás: 1379 |                      |
| A Joseph Saint-Pierre tervei alapján 1745 és 1780 között épült operaház a barokk színpadépítészet egyik remekműve. A Brandenburgi Wilhelmina megrendelésére készült épület magában áll nem egy palota része, ami előrevetíti a 19. századi nagy operaház építéseket. Ez az egyetlen épségben megmaradt operaház ebből a korból, az ötszáz fős közönség az eredeti díszítőelemek (például fa és vászon) között élvezheti az előadásokat. A gazdagon díszített nézőtér mellett a színpad bonyolult faszerkezete is fennmaradt, ahol festett vásznak keltik a tér illúzióját. Barokk homlokzata homokkőből készült, belső terében a fából készült tetőszerkezet 25 métert hidal át. Az épület és díszítése szinte teljesen eredeti állapotban maradt meg, kisebb változtatások csak például tűzbiztonsági okokból történtek. A harang alakú nézőtéren több sorban kialakított páholyokban található festményeket a kor jelentős művészei alkották. |                      |

| | Lénai oszlopok |
| Oroszország |                |
| Természeti (VIII) |                |
| Védett terület: 1 387 000 ha, hivatkozás: 1299 |                |
| A lénai oszlopokat a térség kontinentális éghajlata és az évenkénti extrém akár 100 fokos hőingadozás (-60 fok télen, + 40 fok nyáron) alakította ki. Az 1995-ben alapított 1 387 000 hektáros Lénai Oszlopok Nemzeti Park a Léna folyó középső szakaszán a bal parton terül el Jakutföldön. A nemzeti parkban a földtudományok szempontjából kétfajta jelenség figyelhető meg, az egyik a híres oszlopok, a másik a kambrium földtörténeti korra datálható sziklaképződmények, amelyek fontos információforrások az úgynevezett kambriumi robbanás kutatásához. A folyó parton álló, esetenként kétszáz méter magas egymástól keskeny, mély közökkel elválasztott „oszlopokat” a fagy hozta létre, ami a kapcsolódási pontokon egyes helyeken szétfeszítette a sziklákat. A sziklák egy a folyó melletti közvetlen sávban helyezkednek el, esetenként 150 méteres szélességben. A fosszíliákat tartalmazó sziklák különösebb későbbi tektonikai hatások nélkül maradtak meg, bennük csontos állatok és más organizmusok maradványaival első megjelenésüktől tömeges kihalásukig. |                |

| | Chelbacheb-szigetek |
| Palau |                     |
| Vegyes (III)(V)(VII)(IX)(X) |                     |
| Védett terület: 100 200 ha, puffer zóna: 164 000 ha, hivatkozás: 1386 |                     |
| A helyszín egy százezer hektáron elterülő 445 lakatlan, erdővel borított vulkanikus eredetű mészkőszigetből áll. Nagy részük gomba alakú és korallszirtek veszik körül. A szigetek a korallszirtekkel számos fajnak nyújtanak élőhelyet, növényeknek, korallfajoknak és tengeri állatoknak köztük a tengeri tehénnek és legalább tizenhárom cápafajnak. A szigetek között a tengertől földnyelvekkel elválasztott belső tavak alakultak ki, bennük endemikus fajokkal, amelyek közül folyamatosan újabbakat fedeznek fel. A szigetek körülbelül ötezer éven keresztül lakottak voltak, a legkorábbi nem állandó lakosok nyomait i. e. 3100 körülire datálják, a legkorábbi állandó településeket i. e. 950 körül alapíthatták. A terület feltételezhetően a klimatikus viszonyok változása és a túlnépesedés miatt néptelenedett el a 17. vagy a 18. században. A lakosok életéről a kőből épített falvak maradványai, védőfalak, teraszok, temetkezési helyek és sziklarajzok tanúskodnak. Bár a terület jelenleg teljesen lakatlan a palauiak egy tradicionálisan szabályozott keretek között továbbra is kulturális, valamint rekreációs célra használják, és ezt nemzeti identitásuk részének tekintik. |                     |

| | Betlehem, Jézus szülőhelye: a Születés Temploma és a zarándokút |
| Palesztina |                                                                 |
| A veszélyeztetett világörökségi helyszínek listáján volt: 2012 – 2019 |                                                                 |
| Kulturális (IV)(VI) |                                                                 |
| Védett terület: 2,98 ha, puffer zóna: 23,45 ha, hivatkozás: 1433 |                                                                 |
| A helyszín Jeruzsálemtől tíz kilométerre helyezkedik el, az itt látható barlang fölé emelt templom a keresztény hagyomány szerint Jézus szülőhelyét jelöli. Az jelenleg látható épület a második ezen a helyen. Az elsőt 339-ben fejezték be, ez egy bazilika szerkezetű épület volt, nyolcszögletű keleti vége körülvette a barlangot. Ebből csak töredékek maradtak meg főleg a föld alatt. Az építmény a 6. század közepén egy tűzvészben súlyosan károsodott, ezután építették Jusztiniánusz bizánci császár utasítására nagyrészt ugyanarra a helyre a ma is álló templomot. A korai középkortól kezdve egyházi épületeket, főleg kolostorokat emeltek köréje, így egy bonyolult épületkomplexum része lett. Az épület jelenleg a Római katolikus egyház, az Örmény apostoli ortodox egyház, Görög ortodox egyház együttes felügyelete alatt áll. Az elmúlt 1700 évben Betlehem és a templom fontos zarándokút volt és napjainkban is sok hívő keresi fel. A zarándokút hagyományosan a város Dávid király-kútnál fekvő bejáratát köti össze a templommal, majd a Csillag úton folytatódik tovább a Damaszkuszi kapun keresztül. |                                                                 |

| | Elvas erődítményei |
| Portugália |                    |
| Kulturális (IV) |                    |
| Védett terület: 173,35 ha, puffer zóna: 690 ha, hivatkozás: 1367 |                    |
| A 17. és a 19. század között kiépített sáncokból, árkokból falakból álló erődrendszer a legnagyobb ilyen jellegű építmény az országban. Elvas a legfontosabb határátkelőt őrizte a Lisszabon és Madrid közötti úton. A település vízellátásáról a 16. század végén és a 17. század elején épült hét kilométer hosszú Amoreira-vízvezeték gondoskodott, ez tette lehetővé hosszabb ostromok elleni védekezést. A várfalakon belüli városban nagyméretű barakkok és más katonai létesítmények, templomok és kolostorok is találhatók, az utóbbiak közül is néhányat idővel katonai célokra alakítottak át. A helyszín hét részből áll, ezek a történelmi városközpont, az Amoreira-vízvezeték, a Santa Luzia-erőd és az út ami onnan a városközponthoz vezet, a Graça erőd és a kisebb São Mamede, São Pedro és São Domingos erődök. A városközpontnál és a környező dombokon kialakított kiterjedt védelmi rendszer holland védműrendszerek mintájára készült a flamand jezsuita João Cosmander atya tervei alapján, aki egyike volt az ilyen jellegű építmények terjesztőinek a világon. Az összesen tizenkét erődből álló rendszer szabálytalan sokszög elrendezésben helyezkedik el és a kor katonai építészetének egyik remekműve. |                    |

| | A higany öröksége: Almadén és Idrija |
| Spanyolország és Szlovénia közös világörökségi helyszíne |                                      |
| Kulturális (II)(IV) |                                      |
| Védett terület: 104,1 ha hivatkozás: 1313 |                                      |
| A „higany öröksége” nevű világörökségi helyszínen Spanyolország és Szlovénia osztozik. Higanyt csak nagyon kevés helyen bányásznak, és Almadén, valamint Idrija az eddig ismert lelőhelyek közül a legnagyobbak közé tartoznak. A higanyt – ami egy viszonylag ritka, mérgező fém – hosszú ideig nem tudták más anyagokkal helyettesíteni bizonyos ipari tevékenységek során, ezért kitermelése már évezredekkel ezelőtt elkezdődött. Az Almeria közeli lelőhely már az ókorban is ismert volt, míg Idrijában csak a 15. század végén, 1490-ben kezdték el bányászatot. A két lelőhely birtoklása kontrollt jelentett a nemzetközi piacok jelentős része fölött is és jelentős gazdasági előnyt biztosított tulajdonosainak, mivel a higany nélkülözhetetlen volt az Újvilágban feltárt ezüstkészletek kiaknázásában. Az Almeriában fennmaradt épületek kevésbé a bányászathoz inkább az itt dolgozók mindennapi életéhez köthetők, mint a Retamar kastély, vallási épületek és a hagyományos lakóépületek, míg Idrijában főleg a kiszolgáló épületek maradtak meg, köztük higanyraktárak, az infrastruktúra egyes elemei, a bányászok lakónegyede, valamint az itt élők részére épített színház. |                                      |

| | Hälsinglandi farmok |
| Svédország |                     |
| Kulturális (V) |                     |
| Védett terület: 14,84 ha, puffer zóna: 537,04 ha, hivatkozás: 1282 |                     |
| A világörökségi helyszínhez hét Svédország északkeleti részén található farm tartozik, ahol a házak a középkorban (12-16. század) gyökerező favázas építkezési mód legszebb alkotásai. A jó állapotban lévő házak egy kivételével magánkézben vannak. A házakban egy esetleges tűzvész ellen 2012-ben tűzvédelmi rendszereket építettek ki. A 18. és 19. században a farmerek vagyonuk egy részét ezekre a gazdagon díszített házaknak az építésére fordították, amelyekben nem laktak, hanem kizárólag közösségi célokra és ünnepségek lebonyolítására használták, az év többi részében üresen álltak. A házakban kialakított helyiségek száma négy és tíz között váltakozik. Az épületeket falfestményekkel díszítették, ezek egy részét közvetlenül a fára festették, a többit vászonra és később helyezték a falakra. Alkotóik általában vándorló művészek voltak. A jelenetek bibliai témákat ábrázoltak, de a rajtuk szereplő személyek korabeli ruhákat viselnek. A képek barokk és rokokó stílusjegyeket mutatnak ami keverednek a helyi hagyományokkal. |                     |

| | Bassari kultúrtáj: bassari, bedik, koniagui, bapen kulturális hagyományok |
| Szenegál |                                                                           |
| Kulturális (III)(IV)(VI) |                                                                           |
| Védett terület: 50 309 ha, puffer zóna: 240 756 ha, hivatkozás: 1407 |                                                                           |
| Az ország délkeleti részén Mali és Guinea határához közel fekvő kultúrtáj három, egymástól jól elkülönülő részre oszlik, ezek a Bassari-Salémata, a Bendik-Bandafassi és a Fula-Dindéfello. Földrajzilag a terület északi részére az alluviális síkságok jellemzőek, míg a délire a hegyvidék. A bassai, fula és bendik népcsoportok a 11. és a 19. század között éltek a mai is látható falvakban. Ezen a nehezen megközelíthető vidéken életmódjuk és kultúrájuk a lehető legjobban alkalmazkodott természeti környezetükhöz. Jelenleg a térség lakosai igyekeznek termőföldjeikhez közel lakni, korábbi, védelmi és ellenőrzési célból a fennsíkok tetejére épített falvaikat már csak rituális célokból vagy fesztiválok idején keresik fel. Az itt lakók megélhetését a rizstermesztés és a teraszos földművelés biztosítja. A teraszok és rizsföldek elszórt kis falvakkal, tanyákkal és régészeti helyszínekkel együtt alkotják Bassari kultúrtájat. A térségre általában jellemző volt, hogy a szalmatetővel borított kunyhóikat egy központi tér köré csoportosították. A helyi lakosok kultúráját és vallási életét a mai napig meghatározza földművelő-állattenyésztő életformájuk. |                                                                           |

| | Çatalhöyük |
| Törökország |            |
| Kulturális (III)(IV) |            |
| Védett terület: 37 ha, puffer zóna: 110,74 ha, hivatkozás: 1405 |            |
| Çatalhüyük Konyától 40 kilométerre délkeleti irányban helyezkedik el. Nemcsak azért fontos régészeti helyszín mert az eddig feltárt legnagyobb kiterjedésű neolitikus lelőhely, hanem azért is, mert a leletek páratlanul jó állapotban maradtak meg. A várost az i. e. 7. évezred végétől az i. e. 6. évezred elejéig lakták. Két településhalomból áll, a keleti, korábbi halom 13 hektár területet foglal el és 17,5 méterrel emelkedik ki környezetéből. Neolitikus rétegei 15 méter vastagok. A lelőhelynek eddig csak néhány százalékát tárták fel, a feltételezések szerint az eddig vizsgált rétegek alatt még korábbiak is lehetnek. A város lakosságának nagy része földműveléssel és állattenyésztéssel foglalkozott, azonban a nagyszámú feltárt leletből kiderül, hogy számos kézműves is élt a településen. A feltárt tárgyak egy része importált (például obszidián, ami 160 kilométeres távolságból került oda), ez bizonyítja, hogy a kereskedelem is fontos szerepet játszott a gazdasági életben. Az ásatások során számos szokatlan díszítésű épületet tártak fel, amelyek feltehetően szentélyek lehettek. A házak szorosan egymás mellé épültek elválasztó utcák nélkül, így a helyiségeket a tetőn vágott nyíláson keresztül, létrán közelítették meg. |            |